# Strefa spływu wód podziemnych

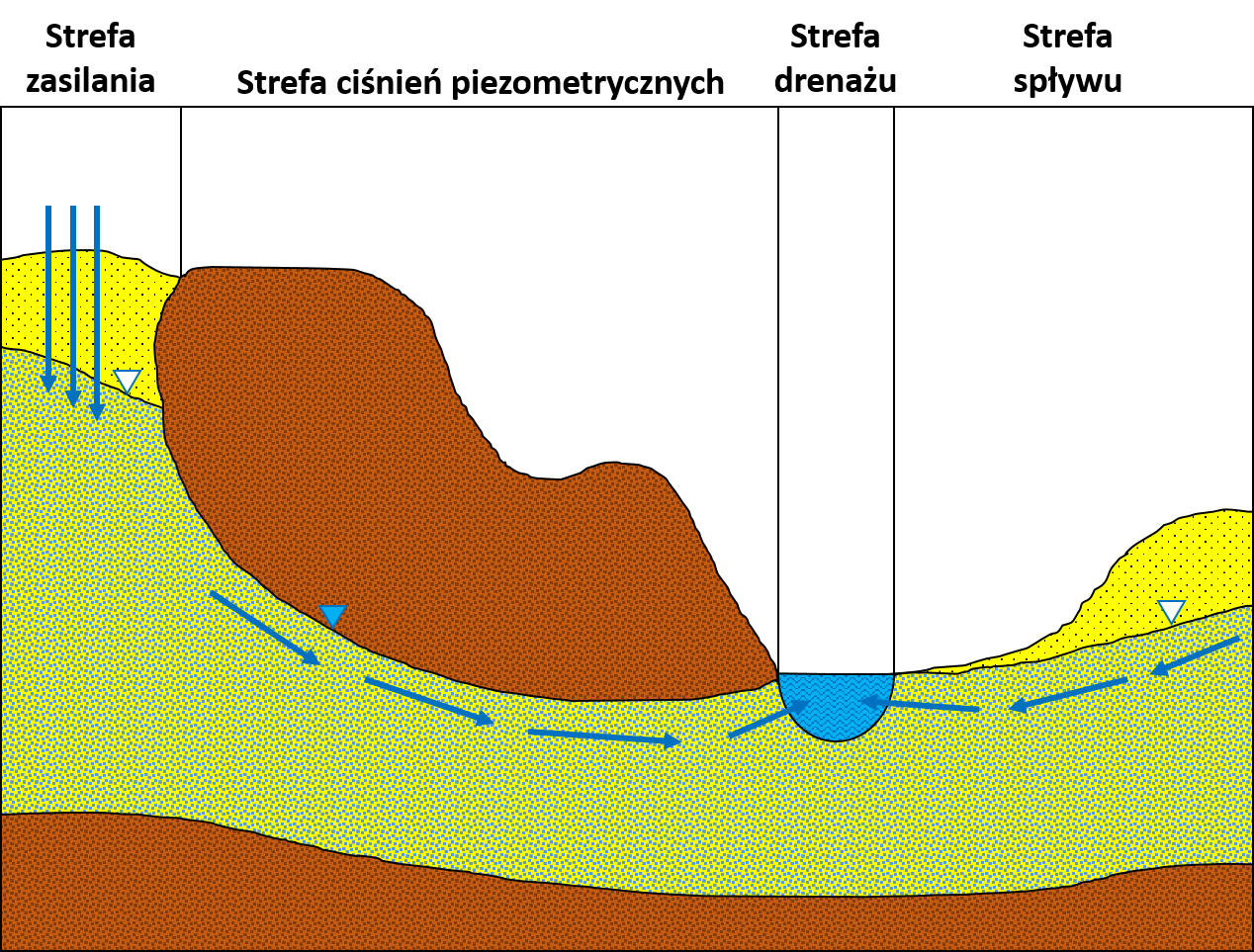
Poziome strefy dynamiki wód podziemnych.

Strefa spływu, strefa przepływu – jedna z poziomych stref dynamiki wód podziemnych, w której zachodzi przepływ wody ze strefy zasilania do strefy drenażu, pomiędzy którymi się ona znajduje.
Charakterystyczną cechą tej strefy jest poziomy ruch wody.
W przypadku wód naporowych nie występuje strefa swobodnego spływu, która jest tu zastąpiona tzw. strefą ciśnień piezometrycznych, czyli obszarem, na którym wody znajdują pod pewnym ciśnieniem piezometrycznym.